# Windsor (Connecticut)
Pour les articles homonymes, voir Windsor.
Windsor est une ville située dans le comté de Hartford, dans l'État du Connecticut (États-Unis). Lors du recensement de 2010, sa population s’élevait à 29 044 habitants.

## Géographie
Selon le Bureau du Recensement des États-Unis, la superficie de la municipalité est de 30,96 milles carrés (80,19 km2), dont 29,50 milles carrés (76,4 km2) de terres et 1,46 milles carrés (3,78 km2) de plans d'eau (soit 4,7 %).

## Histoire

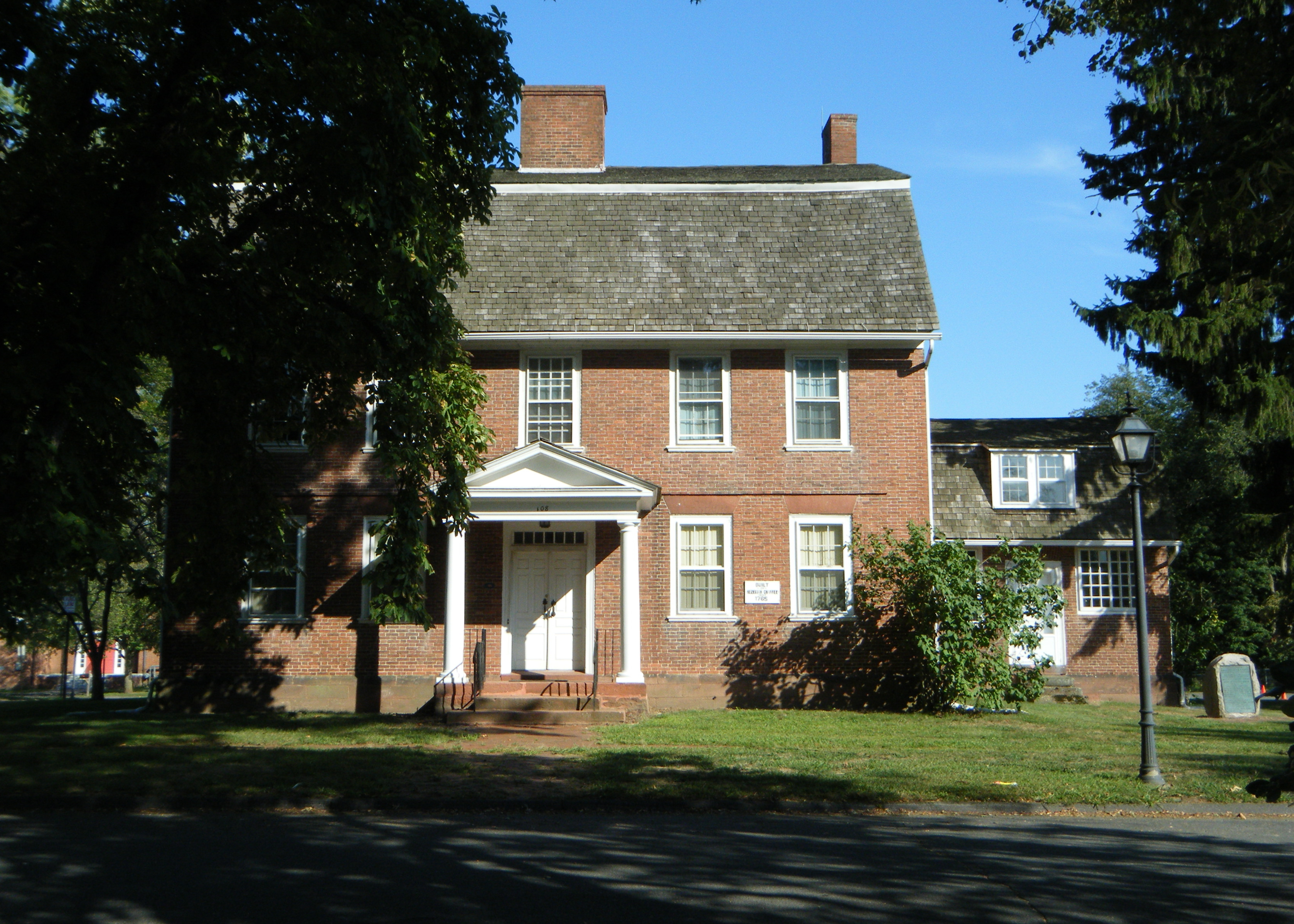
Hezekiah Chaffee House, une maison de Windsor construite au XVIIIe siècle et inscrite au Registre national des lieux historiques.

La ville est d'abord nommée Dorchester Plantation par des colons originaire de Dorchester, arrivés en 1635. Elle adopte par la suite le nom de la ville anglaise de Windsor dans le Berkshire.

## Démographie
D'après le recensement de 2000, il y avait 28 237 habitants, 10 577 ménages, et 7 604 familles dans la ville. La densité de population était de 368,0 hab/km2. Il y avait 10 900 maisons avec une densité de 142,0 maisons/km2. La décomposition ethnique de la population était : 65,12 % blancs ; 27,09 % noirs ; 0,16 % amérindiens ; 3,14 % asiatiques ; 0,03 % natifs des îles du Pacifique ; 2,09 % des autres races ; 2,38 % de deux ou plus races. 4,98 % de la population était hispanique ou Latino de n'importe quelle race.
Il y avait 10 577 ménages, dont 32,8 % avaient des enfants de moins de 18 ans, 55,7 % étaient des couples mariés, 13,0 % avaient une femme qui était parent isolé, et 28,1 % étaient des ménages non-familiaux. 23,2 % des ménages étaient constitués de personnes seules et 8,8 % de personnes seules de 65 ans ou plus. Le ménage moyen comportait 2,61 personnes et la famille moyenne avait 3,10 personnes.
Dans la ville la pyramide des âges était 24,6 % en dessous de 18 ans, 5,9 % de 18 à 24, 28,7 % de 25 à 44, 26,2 % de 45 à 64, et 14,5 % qui avaient 65 ans ou plus. L'âge médian était 40 ans. Pour 100 femmes, il y avait 89,7 hommes. Pour 100 femmes de 18 ans ou plus, il y avait 85,5 hommes.
Le revenu médian par ménage de la ville était 64 137 dollars US, et le revenu médian par famille était $73 064. Les hommes avaient un revenu médian de $45 443 contre $37 476 pour les femmes. Le revenu par habitant de la ville était $27 633. 2,2 % des habitants et 3,7 % des familles vivaient sous le seuil de pauvreté. 4,3 % des personnes de moins de 18 ans et 5,5 % des personnes de plus de 65 ans vivaient sous le seuil de pauvreté.
| 1820  | 1850  | 1860  | 1870  | 1880  | 1890  |
| ----- | ----- | ----- | ----- | ----- | ----- |
| 3 008 | 3 294 | 2 278 | 2 783 | 3 058 | 2 954 |

| 1900  | 1910  | 1920  | 1930  | 1940   | 1950   |
| ----- | ----- | ----- | ----- | ------ | ------ |
| 3 614 | 4 178 | 5 620 | 8 290 | 10 068 | 11 833 |

| 1960   | 1970   | 1980   | 1990   | 2000   | 2010   |
| ------ | ------ | ------ | ------ | ------ | ------ |
| 19 467 | 22 502 | 25 204 | 27 817 | 28 237 | 29 044 |

## Économie
- Siège de SS&C Technologies, entreprise de logiciels financiers.
- TLD possède une usine à Windsor. Cette dernière est spécialisée dans les "unités d’alimentation au sol, des climatiseurs, des unités de démarrage d’air et des unités de refroidissement militaires spécialisées".